# Kröpfung
Kröpfung, auch Verkröpfung oder gekröpfte Bauweise bezeichnet einen kurzen Versprung an einem Bauteil. Der Begriff hat die gleiche Wurzel wie „Krümmen“ und wird in unterschiedlichen Bau- und Handwerksgebieten verwendet:
- im Werkzeugbau: Falzzange, Schraubenschlüssel
- im Maschinenbau: Kurbelwelle
- bei einem Glockenjoch
- bei einem Tonarm von Plattenspielern
- in der Architektur: siehe Verkröpfung
- im Möbelbau: siehe Scharnier
- im Straßenbau: siehe Abkröpfung
- im Orgelbau: siehe Orgelpfeife

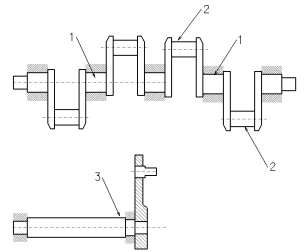
Vierfach (oben) und einfach (unten) gekröpfte Kurbelwelle
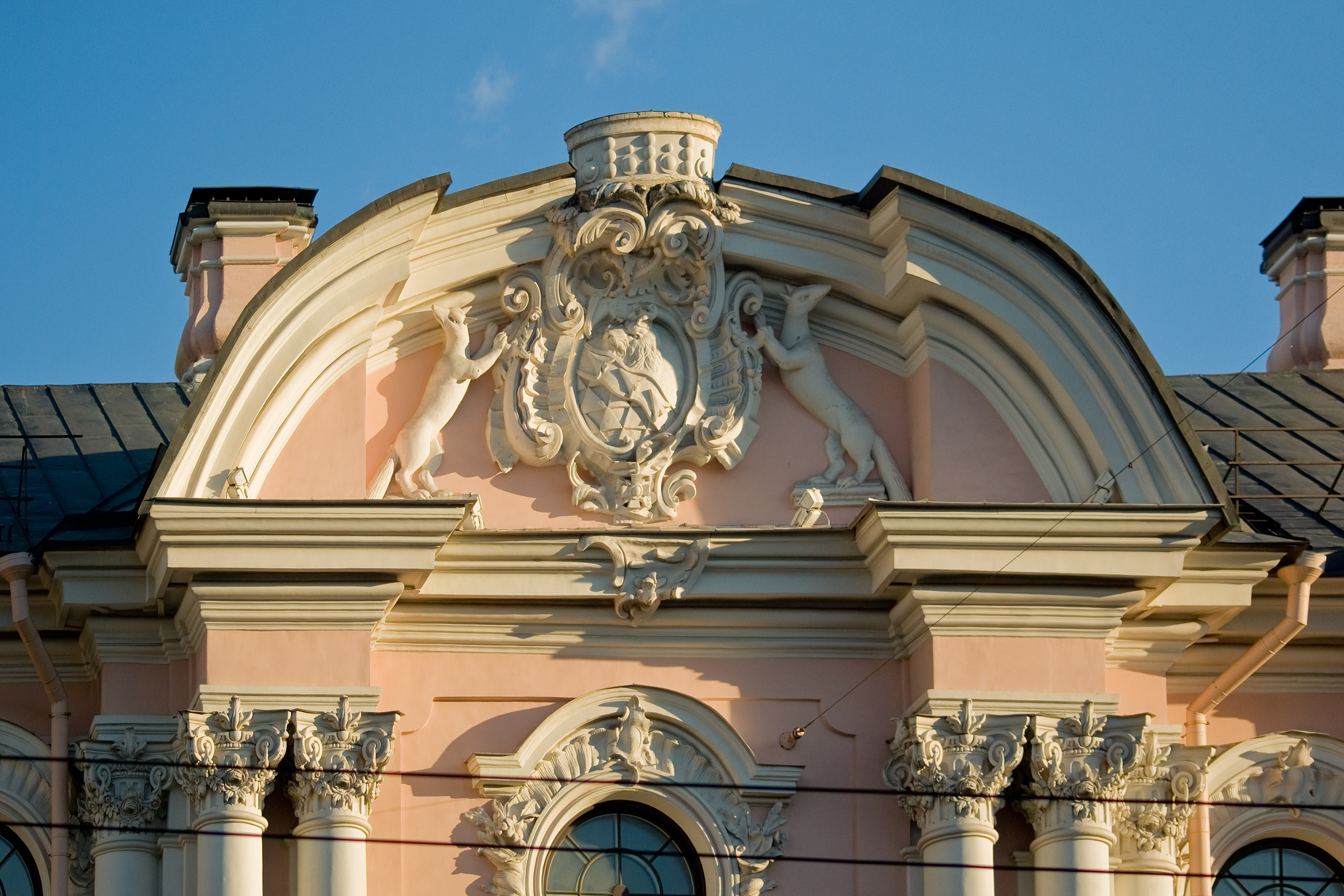
Verkröpfter Giebel des Stroganow-Palais in St. Petersburg
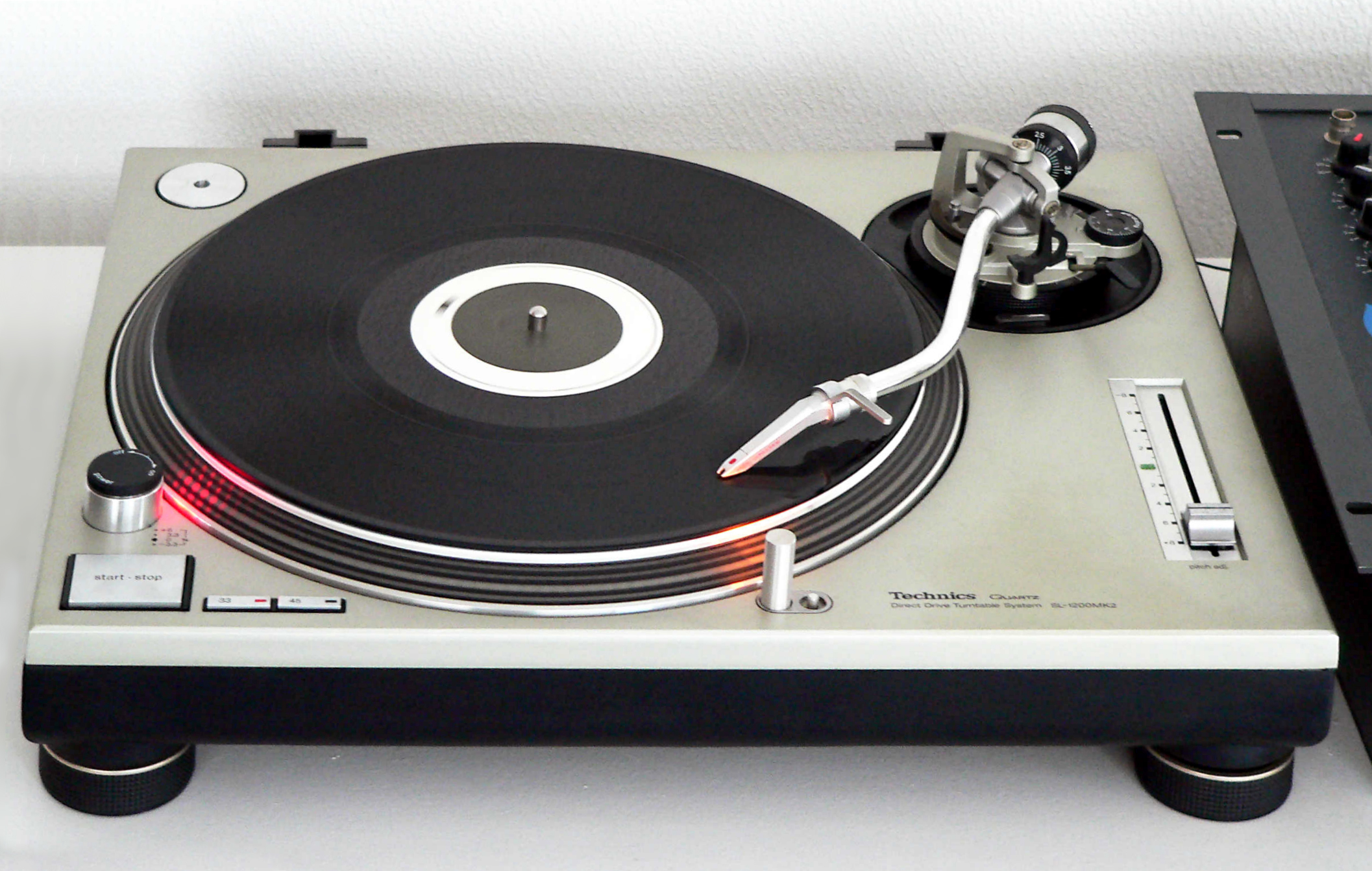
Plattenspieler mit gekröpftem Tonarm
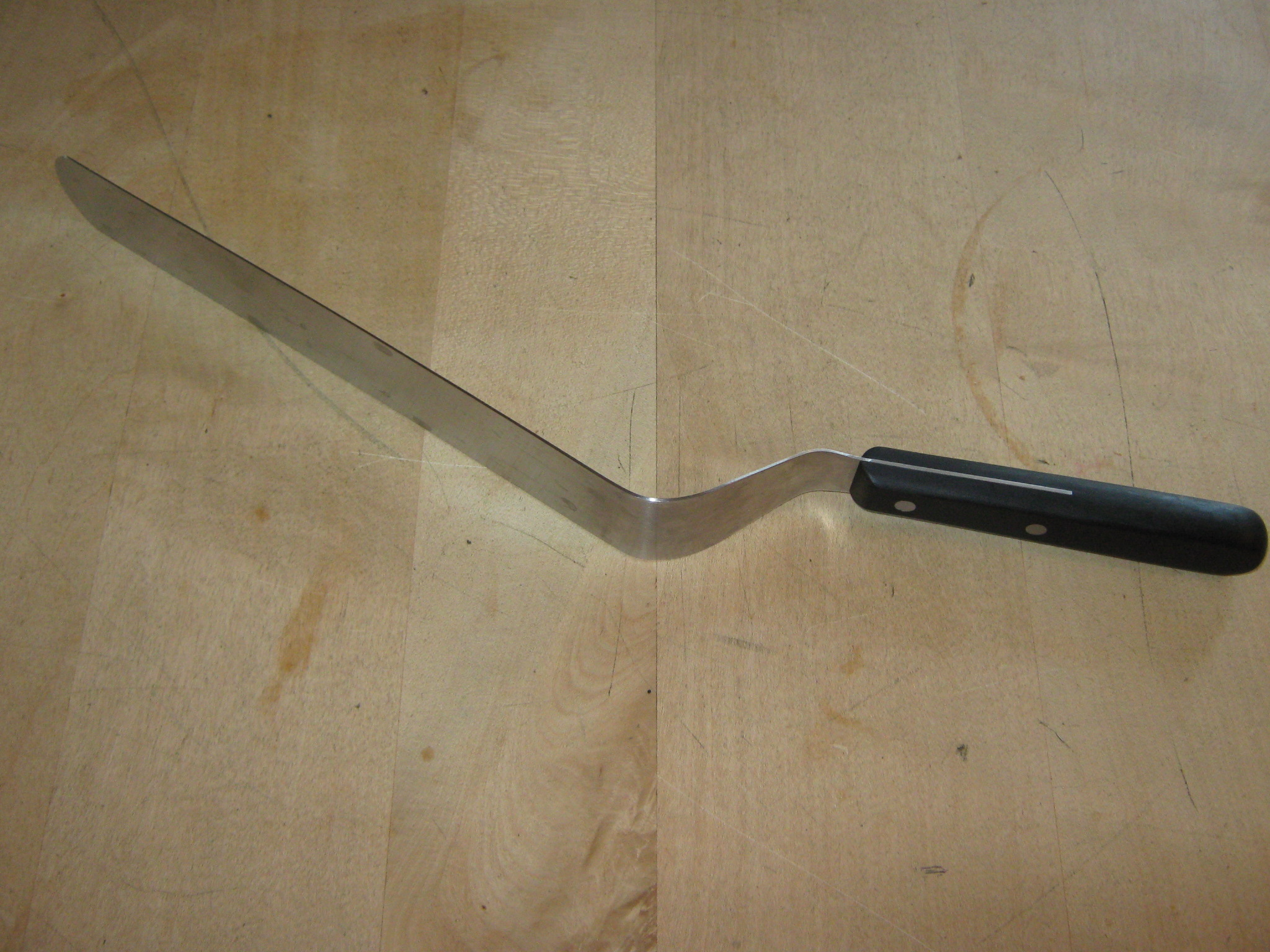
Gekröpfte Bäckerei-Palette